# 沈邵
沈邵（しん しょう、407年 - 449年）は、南朝宋の官僚。字は道輝。本貫は呉興郡武康県。

## 経歴
沈林子の子として生まれた。漢寿県伯の爵位を嗣ぎ、駙馬都尉・奉朝請に任じられた。強弩将軍の号を受け、鍾離郡太守として出向して、善政で知られた。元嘉9年（432年）、江夏王劉義恭が南兗州刺史となると、盱眙郡太守を劉顕から沈邵に代えようと上奏したが、文帝に許されなかった。沈邵は衡陽王劉義季の下で右軍中兵参軍となった。元嘉16年（439年）、始興王劉濬が後将軍となると、沈邵はその下で後軍中兵参軍となった。劉義季が安西将軍・荊州刺史として江陵に入り、その下の安西府中兵参軍の官が長らく欠員となっていたため、文帝は沈邵を任命しようとしたが、結局沙汰やみになった。沈邵は入朝して通直郎となり、文帝に対してたびたび国政に関する助言をして、多くは採用された。文帝が南郊に外出すると、沈邵は侍中に代わって国璽を持ち、行をともにした。
元嘉20年（443年）、廬陵王劉紹が江州刺史となると、沈邵は南中郎府録事参軍となり、南中郎府と江州の事務を代行することとなった。しかし赴任する前に大将軍彭城王劉義康の下の中兵参軍であった申謨が服喪により辞職したため、申謨に代わって沈邵が大将軍中兵参軍となり、寧朔将軍の号を加えられた。そのまま録事参軍を兼ね、さらに城局参軍を兼ねた。元嘉22年（445年）、劉義康が失脚すると、廬陵王劉紹の下で南中郎参軍となった。劉義康が安成公に降格されると、沈邵は安成公相となった。元嘉24年（447年）、胡誕世が反乱を起こし、劉義康を擁立しようとしたため、劉義康は広州に流されることとなった。沈邵はその下で広州事に任じられた。しかし実際に広州に赴任することはなく、元嘉26年（449年）に病没した。享年は43。
子の沈侃が後を嗣ぎ、山陽王劉休祐の下で驃騎中兵参軍・南沛郡太守をつとめた。

## 伝記資料
- 『宋書』巻100 列伝第60